# Psithyrus

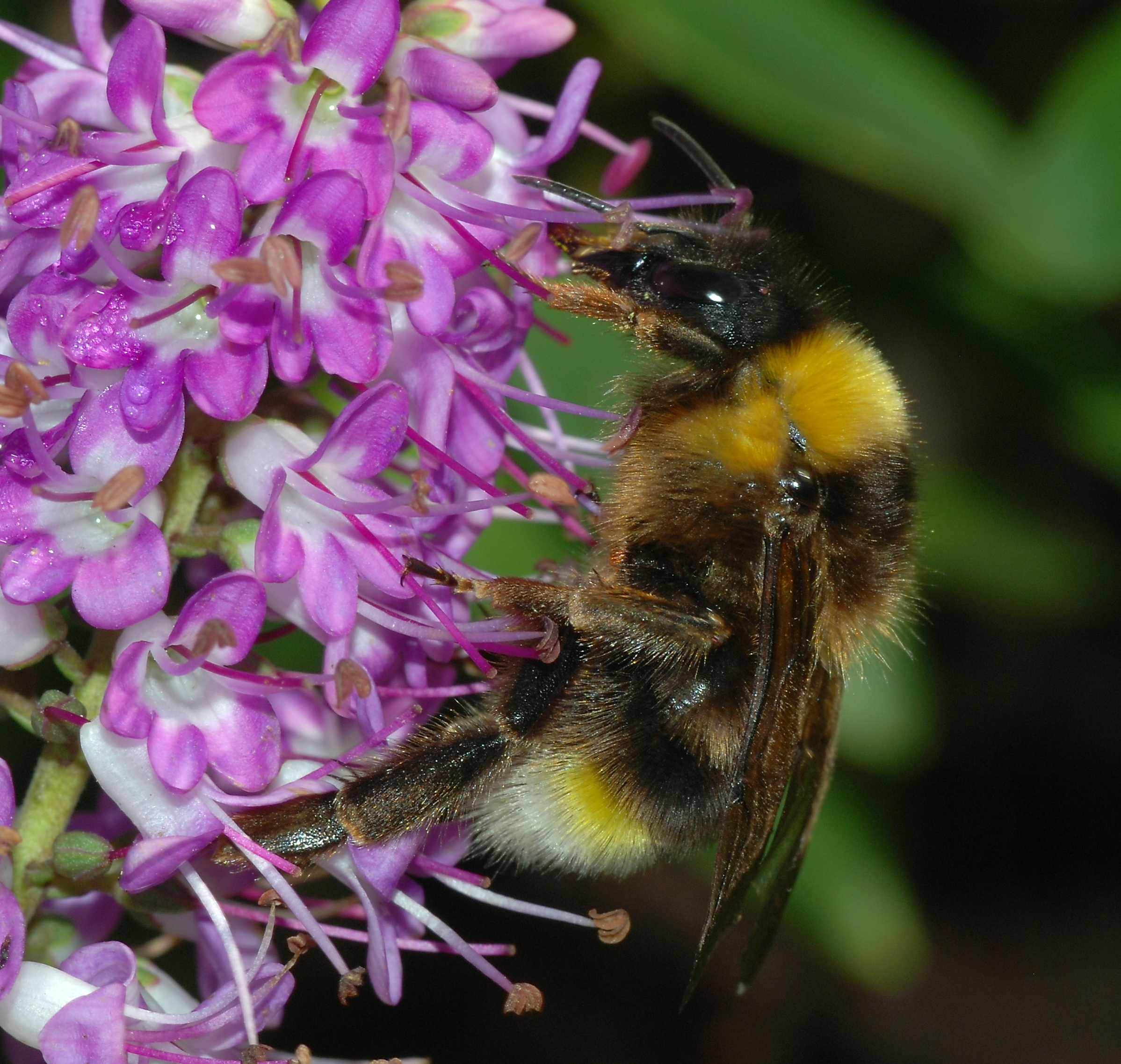
Bombus vestalis

Psithyrus là một tông ong nghệ trong chi ong Bombus. Cho đến gần đây, 29 loài Psithyrus được coi là tạo thành một chi riêng biệt. Ong chúa các loài trong tông này đẻ trứng vào tổ loài khác. Chúng là một dòng dõi chuyên biệt đã mất khả năng thu thập phấn hoa và nuôi dưỡng đàn con của chúng. Chúng mất nhóm ong thợ và chỉ đẻ ong đực và ong cái. Chúng là loài cướp tổ của các loài ong khác. Trước khi tìm và xâm chiếm thuộc địa của vật chủ, một con cái Psithyrus ăn trực tiếp từ hoa. Khi con cái đã xâm nhập vào một tổ của vật chủ, con cái Psithyrus chiếm đoạt tổ: con cái giết chết hoặc khuất phục ong chúa của tổ cướp được đó và buộc (sử dụng pheromone và/hoặc tấn công vật lý) "bắt làm nô lệ" đối với ong thợ của tổ nạn nhân để nuôi mình và các con của mình. Khi con non xuất hiện, chúng rời khỏi tổ để giao phối, và con cái tìm kiếm các tổ khác để tấn công.

## Loài

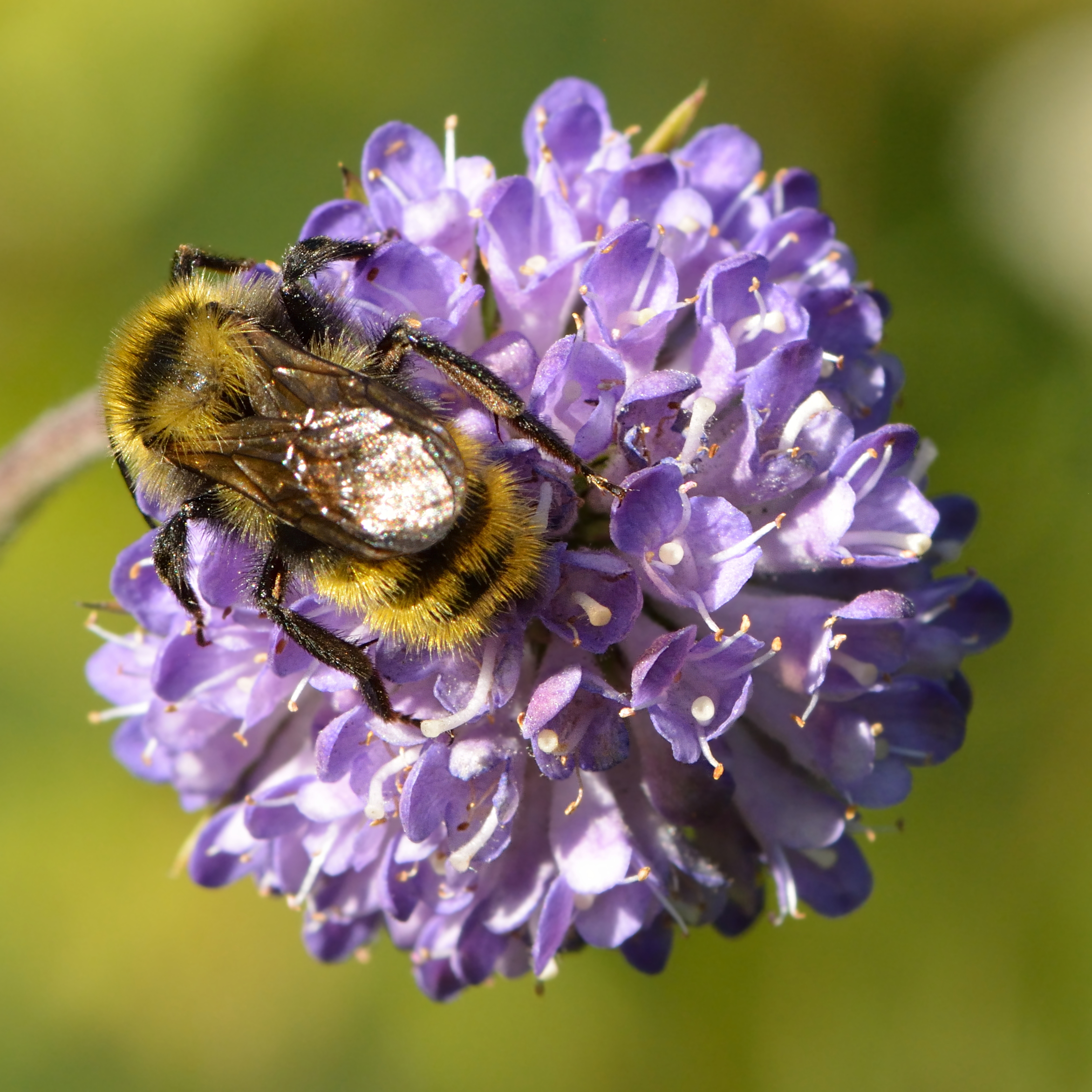
Bombus campestris

- Bombus ashtoni
- Bombus barbutellus
- Bombus bellardii
- Bombus bohemicus
- Bombus branickii
- Bombus campestris
- Bombus chinensis
- Bombus citrinus
- Bombus coreanus
- Bombus cornutus
- Bombus expolitus
- Bombus ferganicus
- Bombus fernaldae
- Bombus flavidus
- Bombus insularis
- Bombus maxillosus
- Bombus monozonus
- Bombus morawitzianus
- Bombus norvegicus
- Bombus novus
- Bombus perezi
- Bombus quadricolor
- Bombus rupestris
- Bombus skorikovi
- Bombus suckleyi
- Bombus sylvestris
- Bombus tibetanus
- Bombus turneri
- Bombus variabilis
- Bombus vestalis

## Lecturas adicionales
- Michener, C.D. (2000). The Bees of the World. Johns Hopkins University Press.
- Macdonald, M. & Nisbet, G. 2006. "Highland Bumblebees: Distribution, Ecology and Conservation." HBRG, Inverness, www.hbrg.org.uk. ISBN 0-9552211-0-2.